# Sommet de la Ligue arabe de 2018
 (mai 2020).
Si vous disposez d'ouvrages ou d'articles de référence ou si vous connaissez des sites web de qualité traitant du thème abordé ici, merci de compléter l'article en donnant les références utiles à sa vérifiabilité et en les liant à la section « Notes et références ».

Drapeau de la Ligue arabe

Le 29esommet de la Ligue arabe ou sommet de Jérusalem s'est tenu le 15 avril 2018 à Dhahran en Arabie Saoudite, sous l'égide du secrétaire général de l'organisation Ahmed Aboul Gheit.

## Pays présents

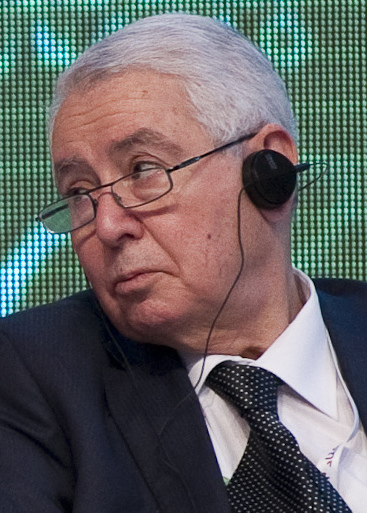
Algérie Abdelkader Bensalah, président de la chambre haute
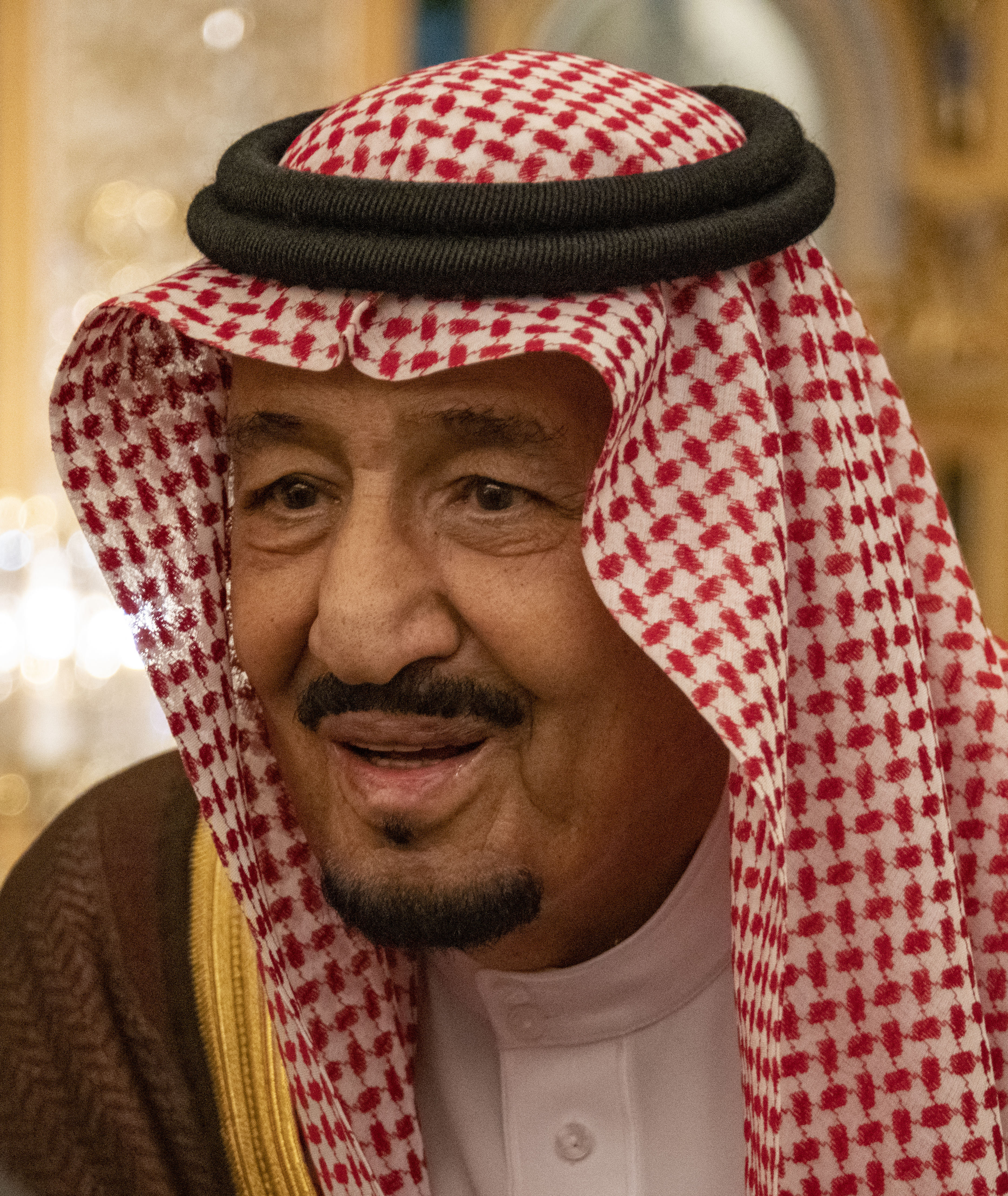
Arabie saoudite Salmane ben Abdelaziz Al Saoud, roi (hôte)
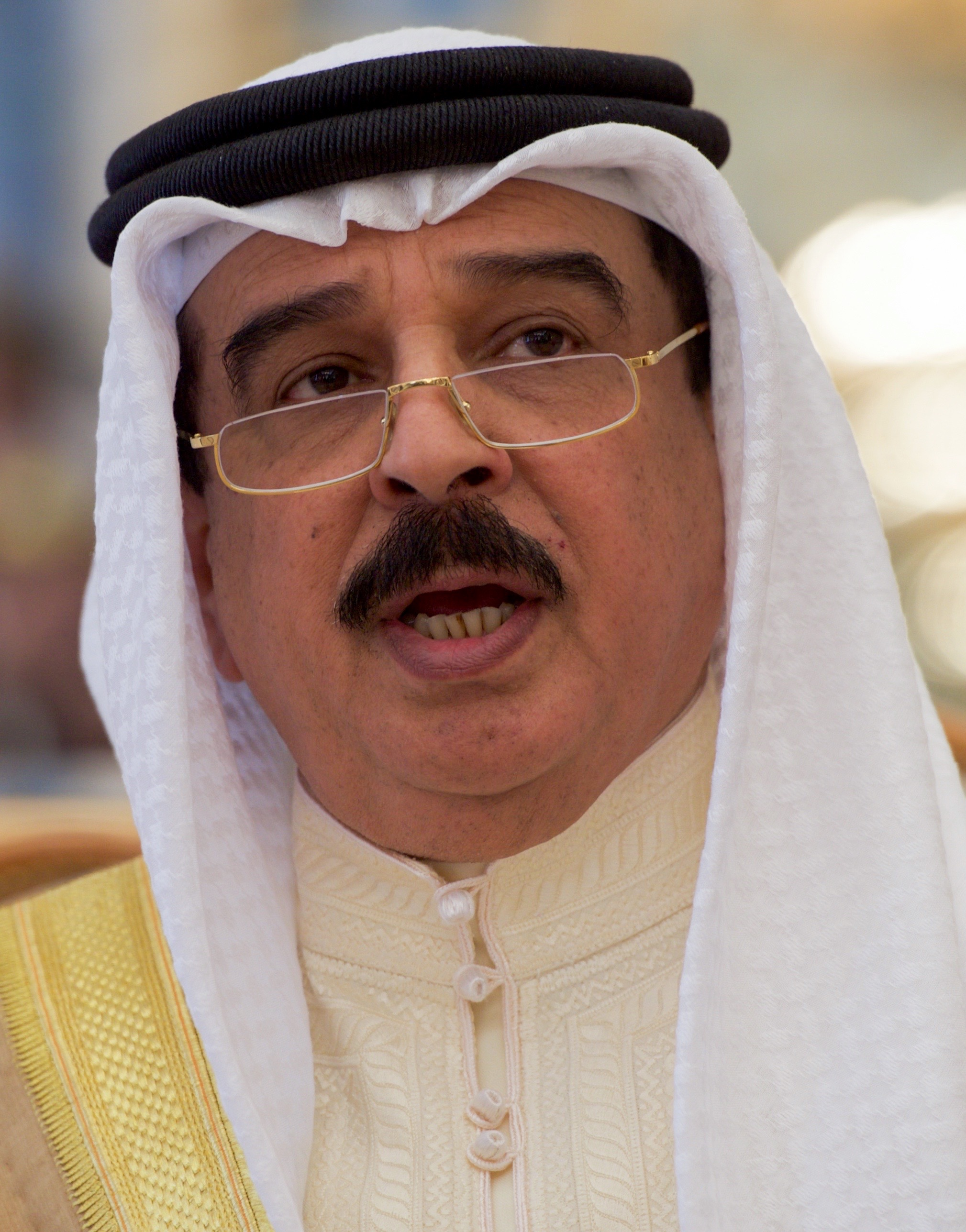
Bahreïn Hamed ben Issa Al Khalifa, roi
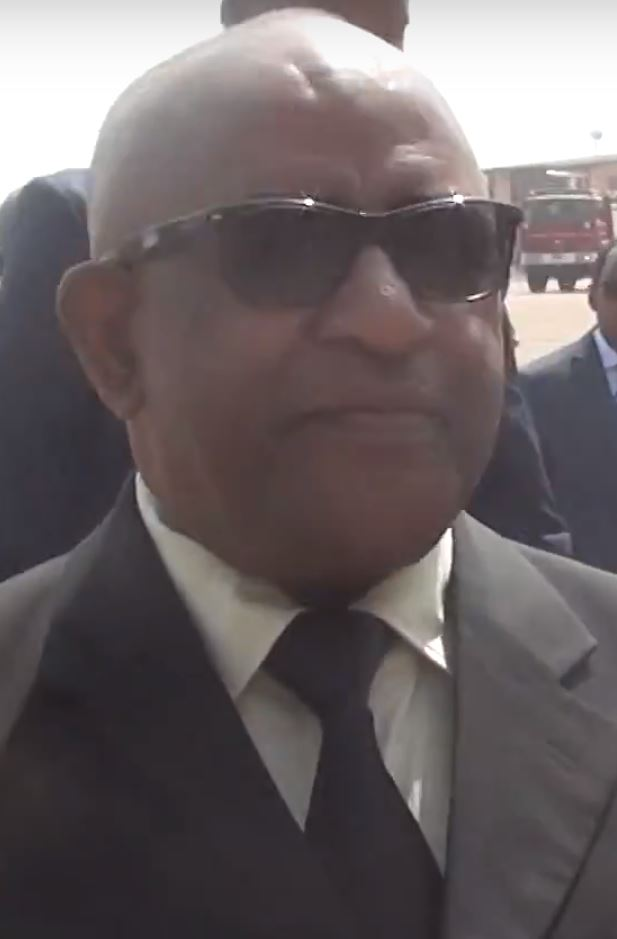
Comores Azali Assoumani, président
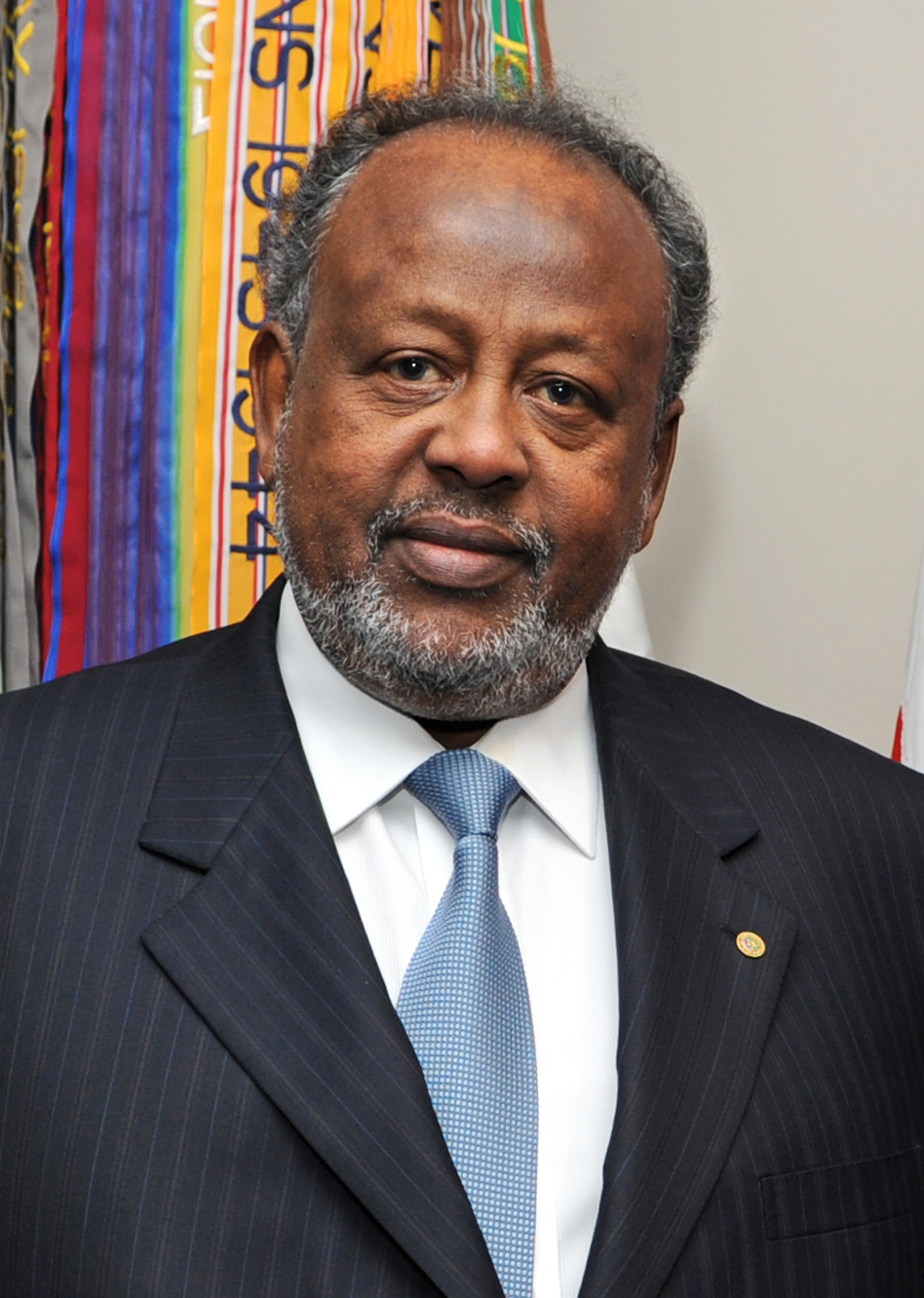
Djibouti Ismaïl Omar Guelleh, président
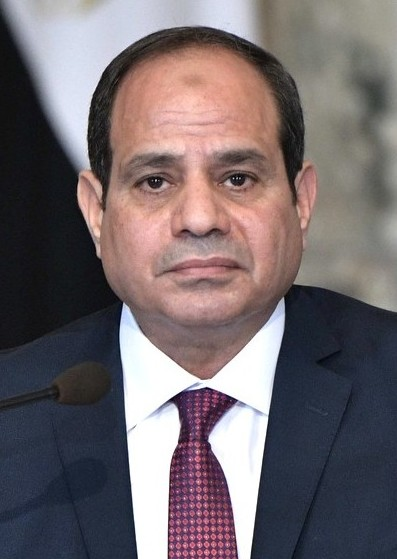
Égypte Abdel Fattah al-Sissi, président
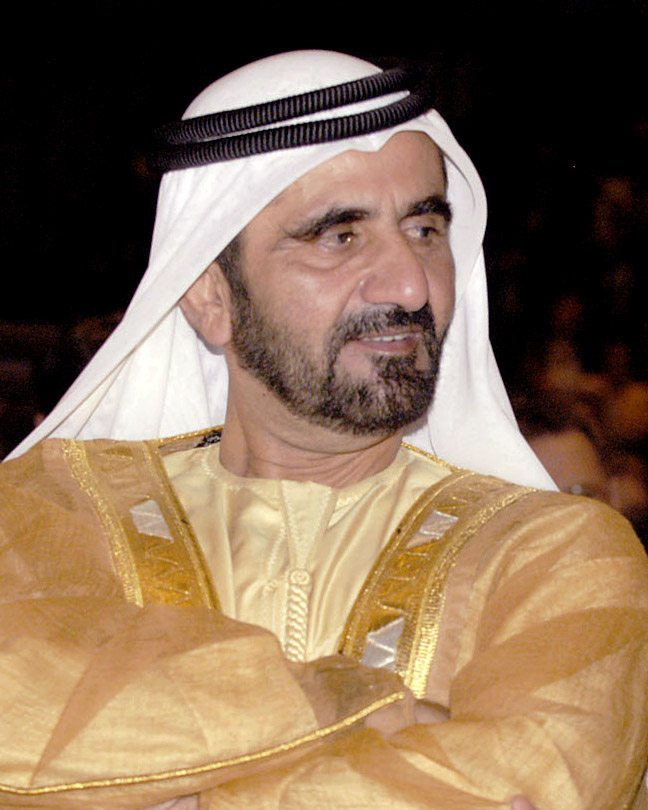
Émirats arabes unis Mohammed ben Rachid Al Maktoum, premier ministre
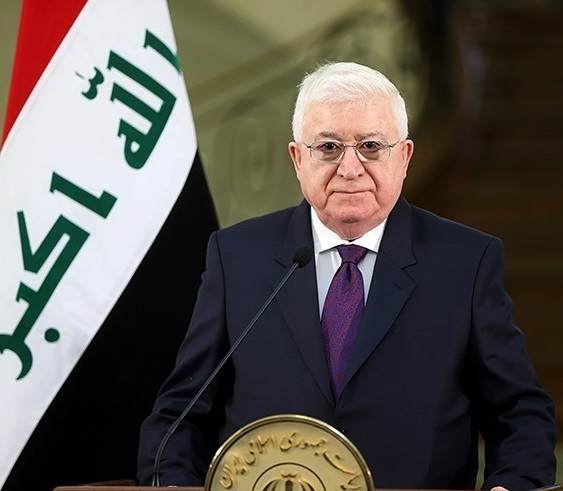
Irak Fouad Massoum, président
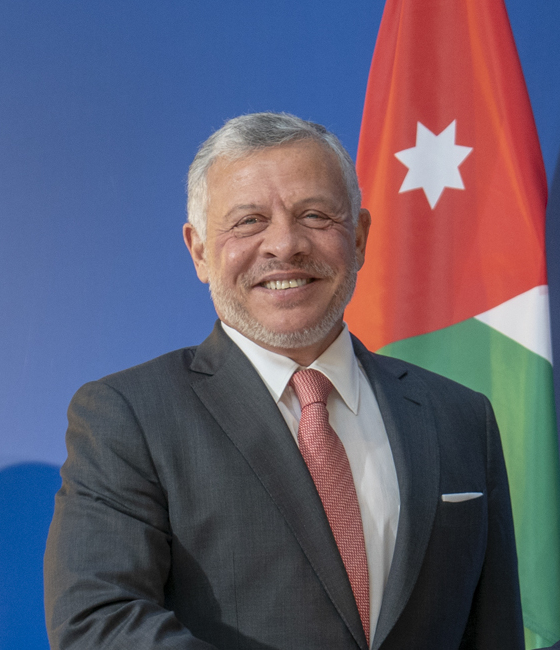
Jordanie Abdallah II, roi
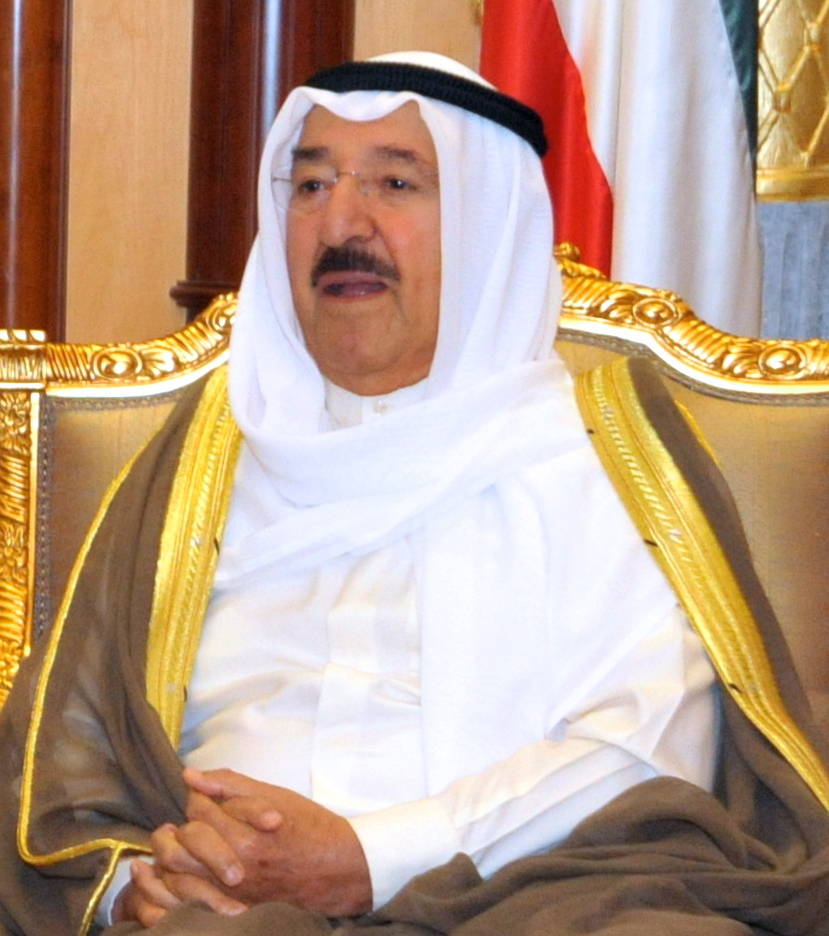
Koweït Sabah al-Ahmad al-Jabir al-Sabah, émir
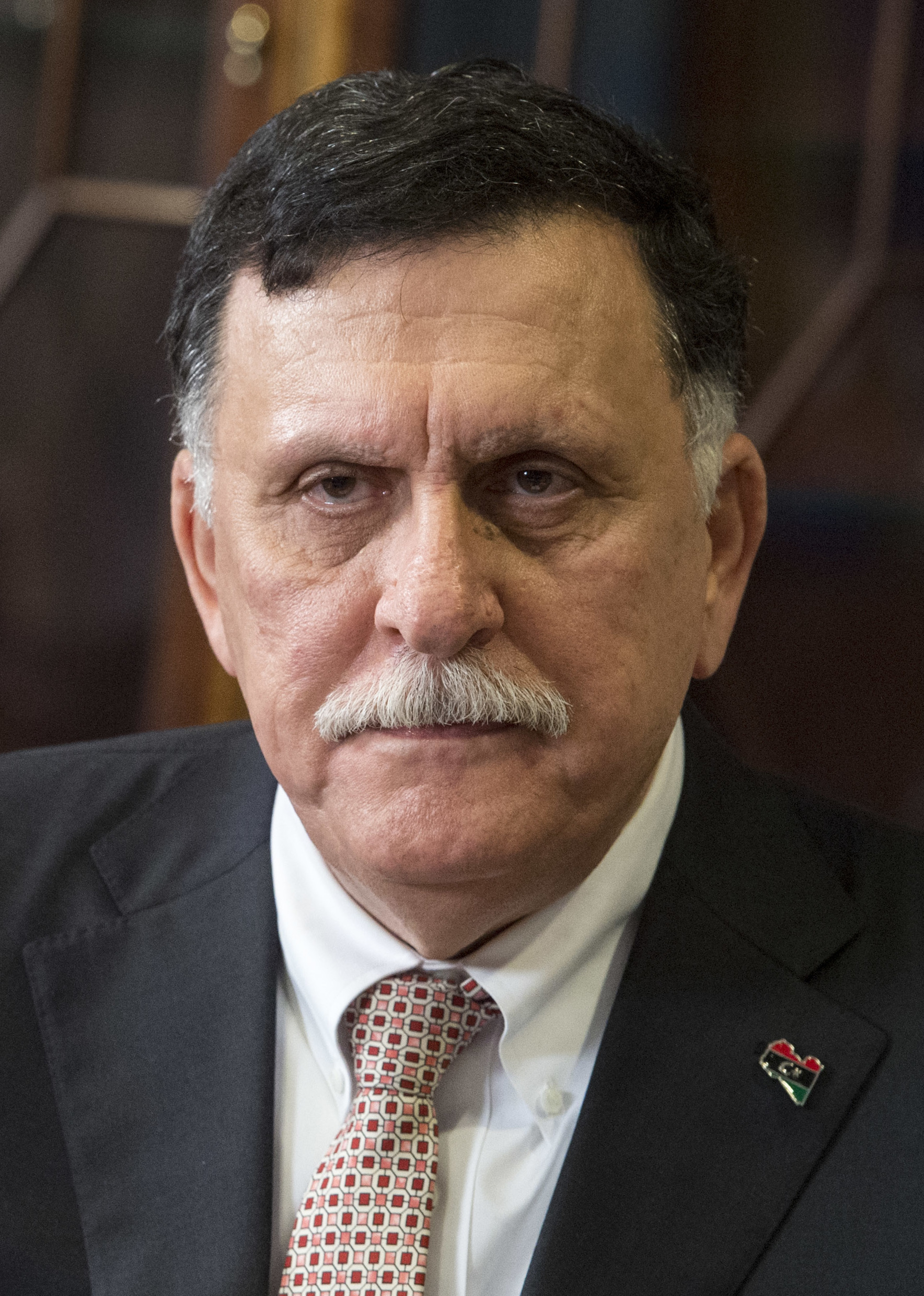
Libye Fayez el-Sarraj, président
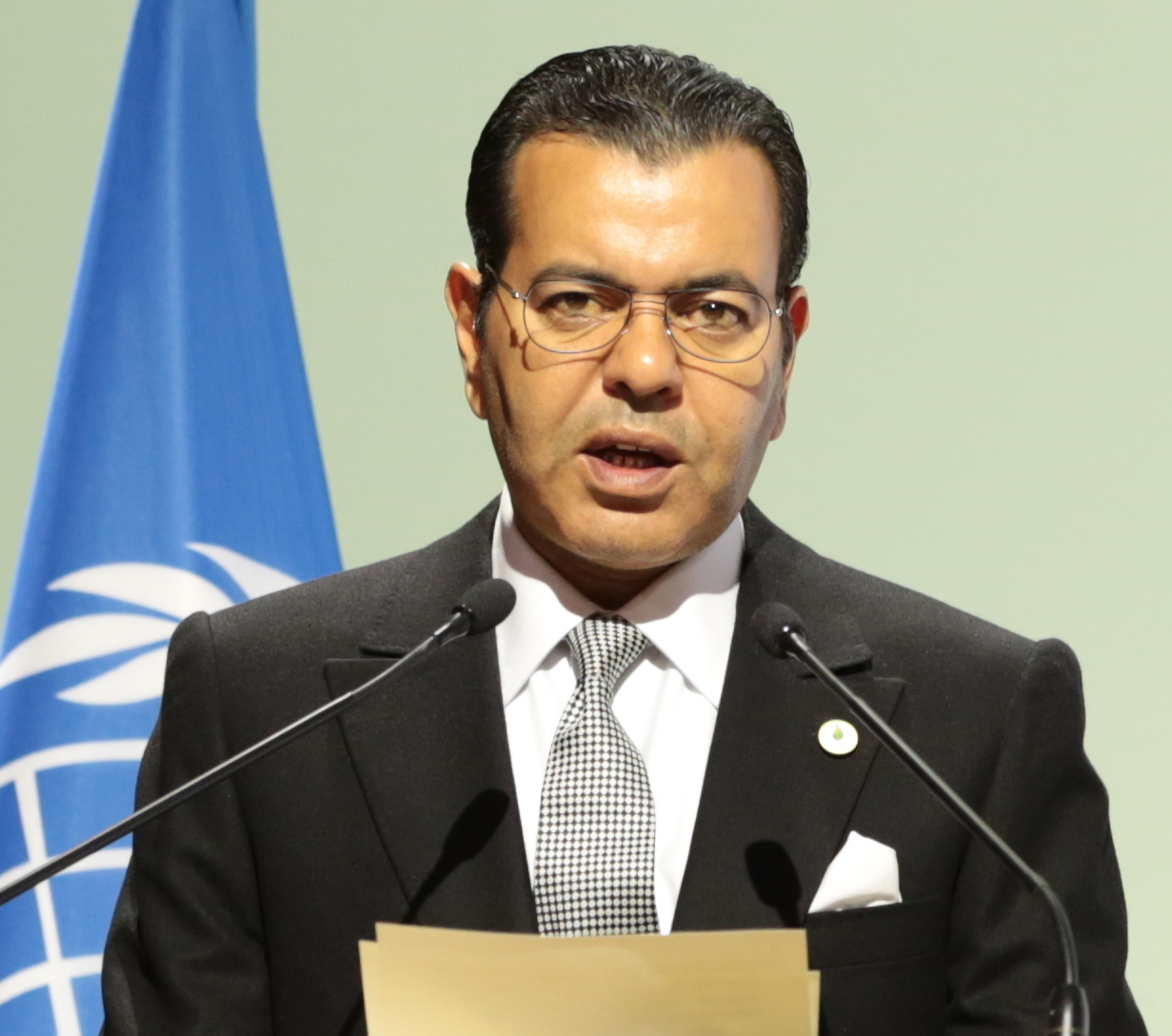
Maroc Rachid ben El-Hassan Alaoui, représentant personnel du roi
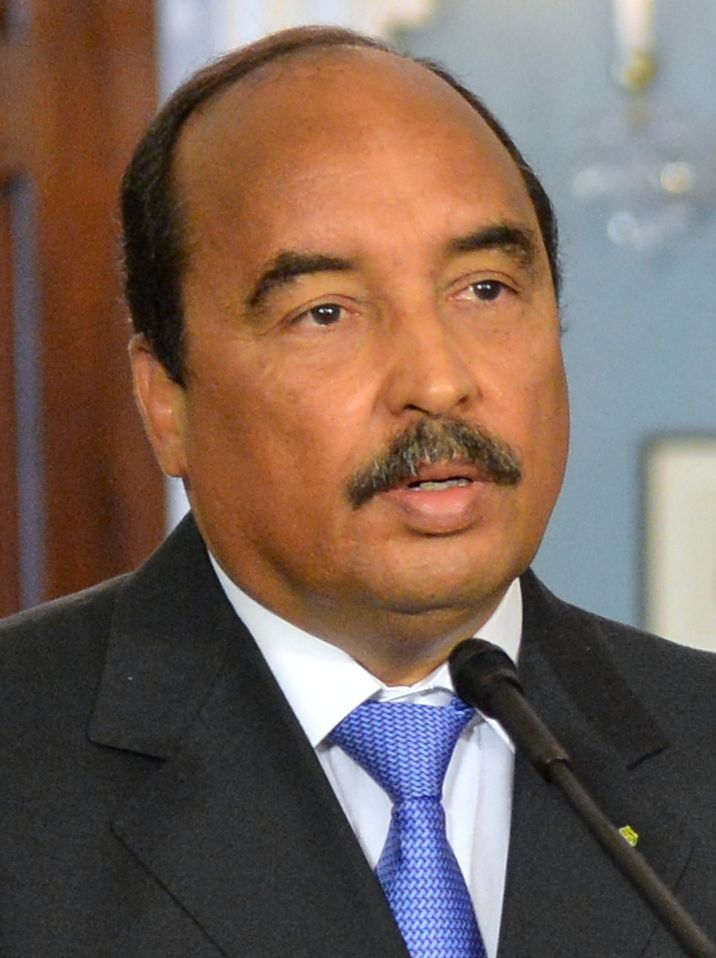
Mauritanie Mohamed Ould Abdel Aziz, président
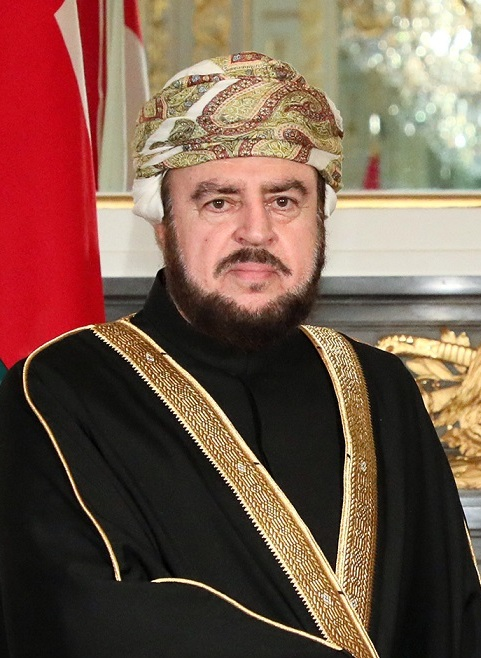
Oman Asa'ad bin Tariq bin Taimur al Said, représentant personnel du sultan
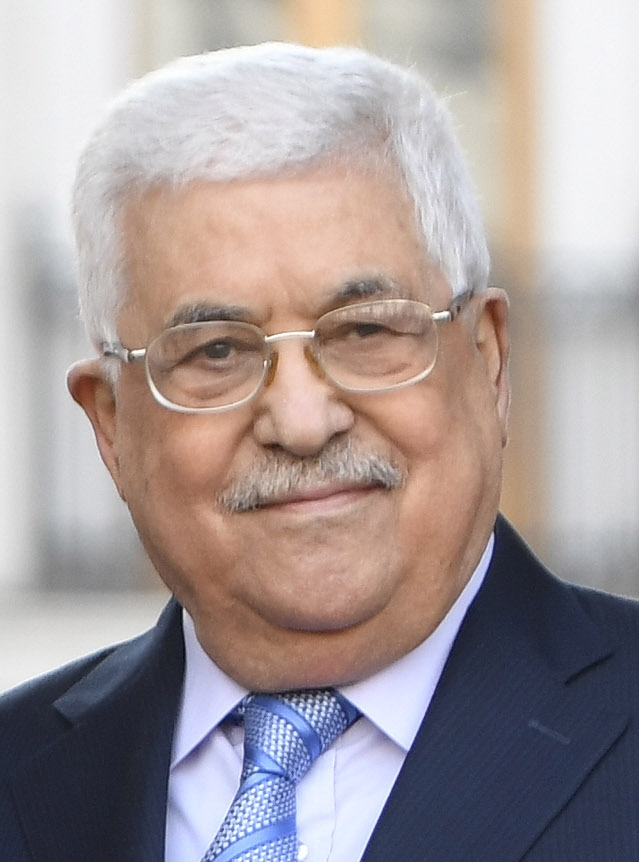
Palestine Mahmoud Abbas, président
Qatar Saif Al-Buainin, délégué à la Ligue Arabe
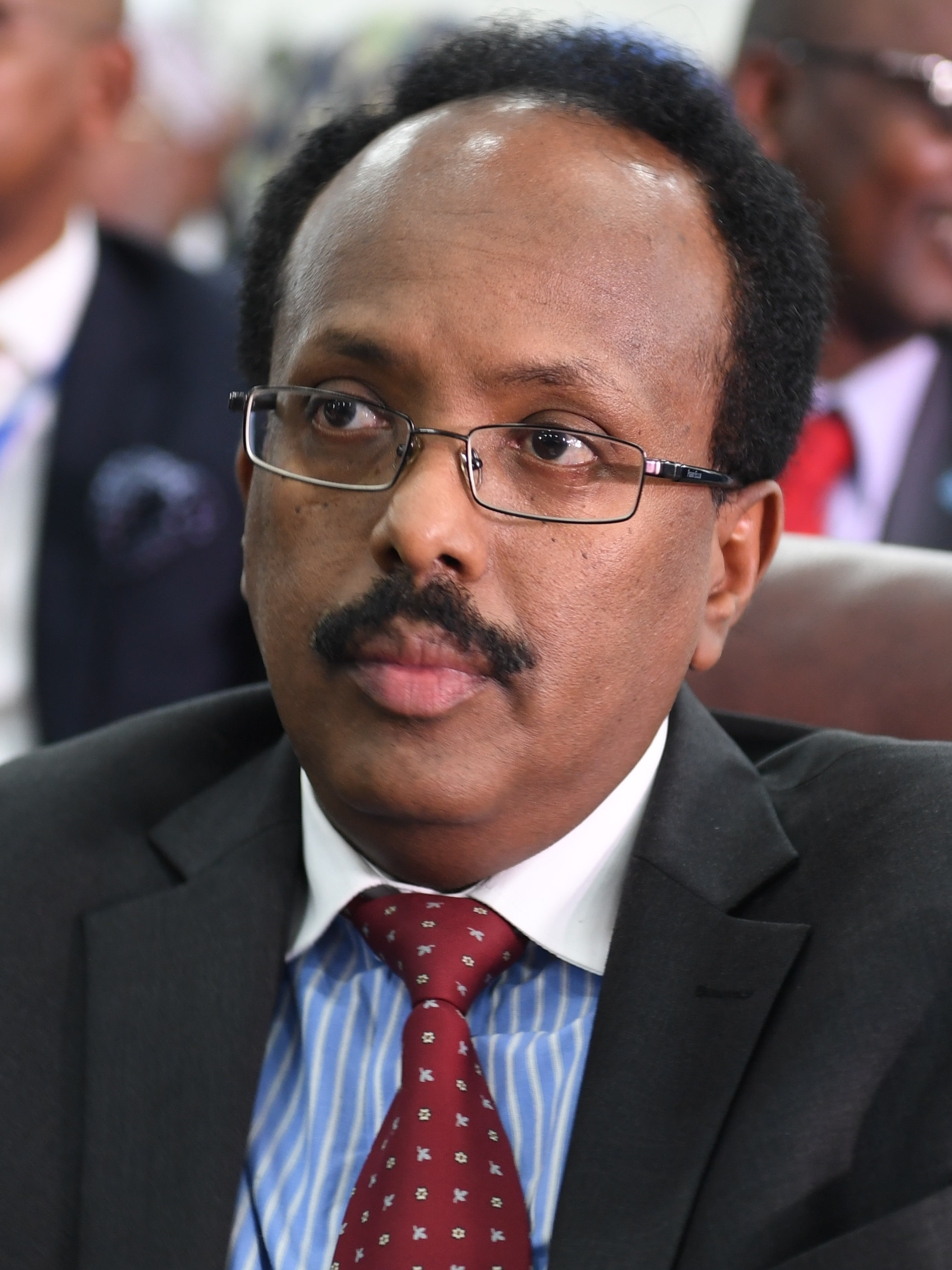
Somalie Mohamed Abdullahi Mohamed, président
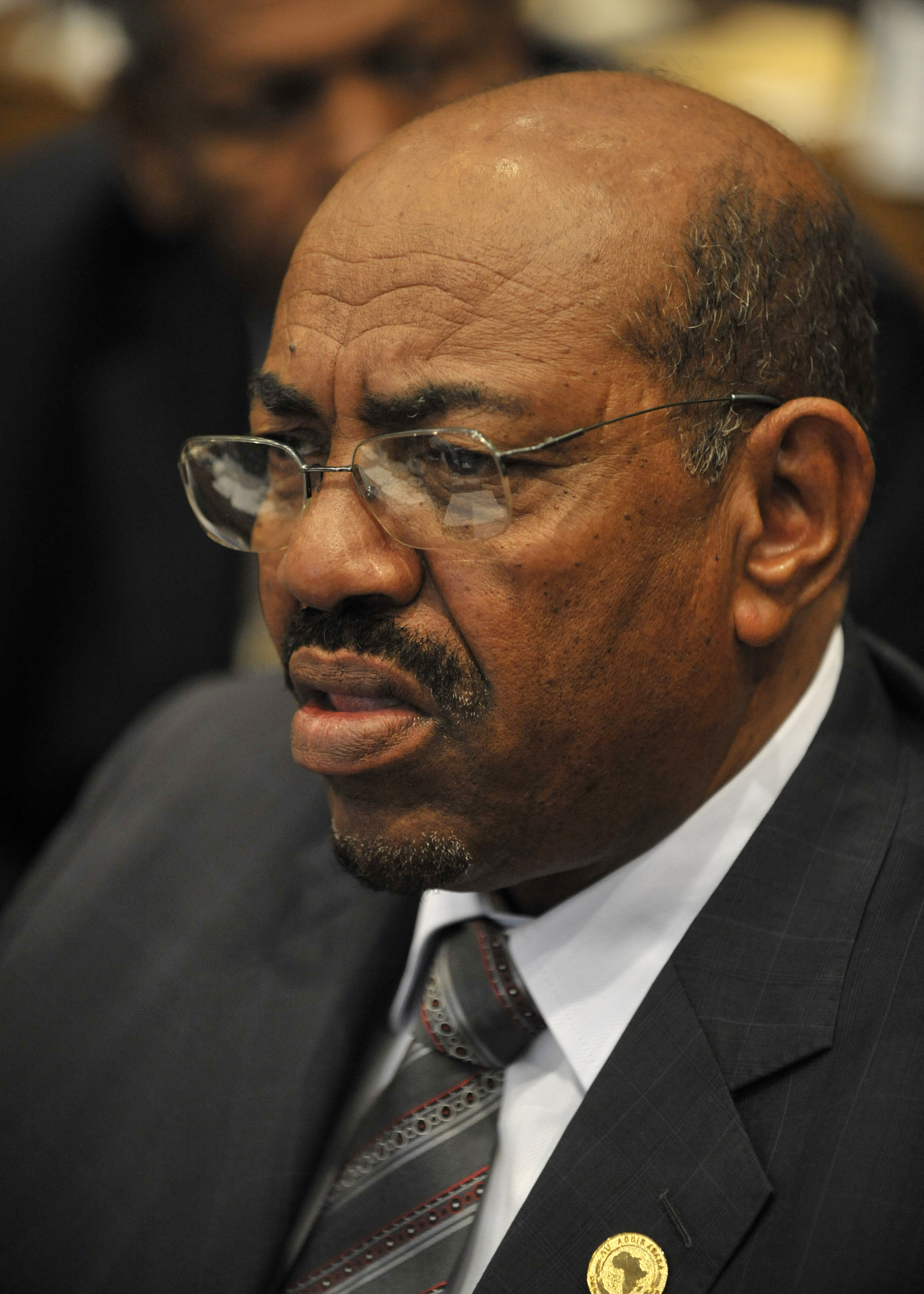
Soudan Omar el-Bechir, président
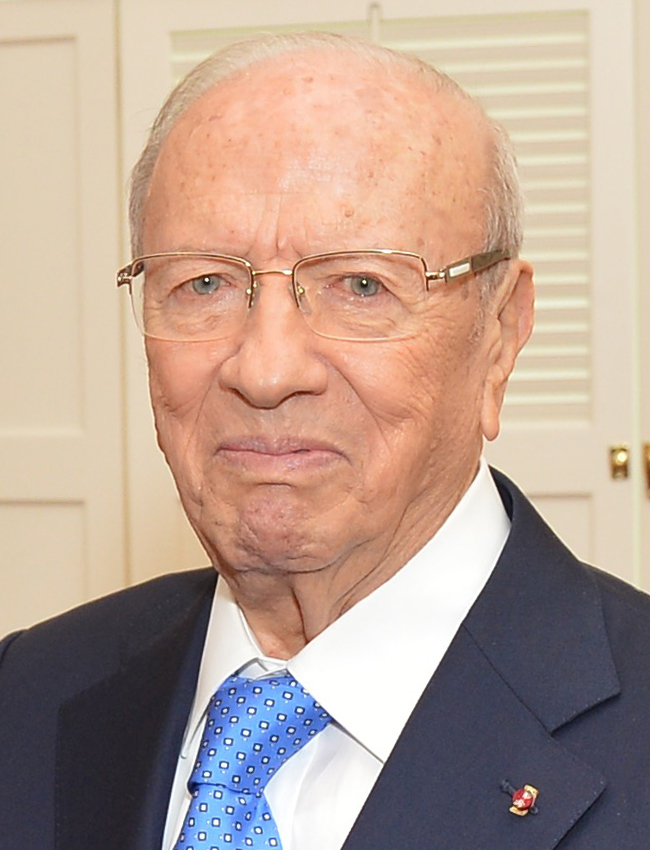
Tunisie Béji Caïd Essebsi, président
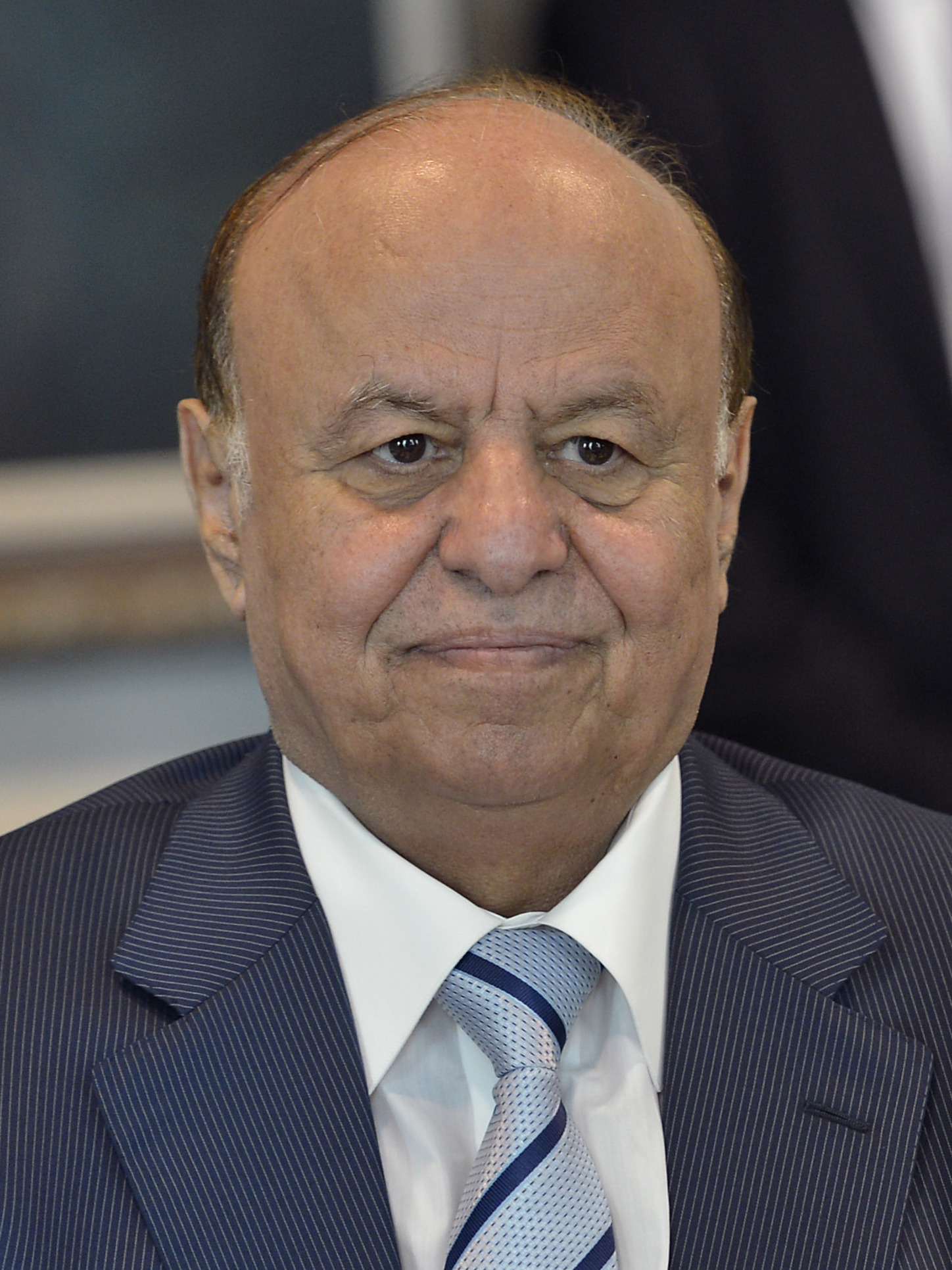
Yémen Abdrabbo Mansour Hadi, président

## Conclusions
Les conclusions de ce sommet comportent les points suivants :
- Condamnation de toute mesure unilatérale d'Israël qui viole le droit international et qui compromet une solution à deux états.
- Rejet de la reconnaissance de Jérusalem comme capitale d'Israël.
- Incitation des pays du monde entier à ne pas transférer leur ambassade à Jérusalem.
- Incitation de la communauté internationale à mettre en œuvre
- Soutien de la résolution 2334 du Conseil de sécurité des Nations unies (2016) qui condamne l'occupation israélienne des territoires palestiniens.
- Soutien de la résolution ES-10/L.22 de l'assemblée générale des Nations unies qui refuse de reconnaître Jérusalem en tant que capitale d'Israël.
- Demande de la mise en œuvre de toutes les résolutions du Conseil de sécurité relatives à Jérusalem, soutenant l’illégitimité de toutes les mesures israéliennes visant à changer les caractéristiques de Jérusalem-Est et à effacer sa véritable identité arabe.
- Demande de la mise en œuvre des décisions de l'UNESCO mettant en cause les actions d'Israël envers la mosquée al-Aqsa et ses fidèles. La Jordanie étant la seule autorité à devoir contrôler, entretenir et réguler l'accès à ce site.
- Condamnation ferme des attaques subies par l'Arabie saoudite par les milices houthis soutenues par l'Iran.
- Demande d'un durcissement des sanctions économiques à l'encontre de l'Iran ainsi que la mise en œuvre de la résolution 2216 du conseil de sécurité de l'ONU qui interdit la livraison d'armes aux rebelles Houthis.
- Condamnation de l'utilisation des armes chimiques par le régime syrien contre sa population.
- Nécessité de trouver des solutions afin de mettre fin aux crises en Syrie et au Yémen.
- Nécessité d'une stabilité territoriale en Irak, toute déstabilisation représenterait un danger pour la sécurité de l'ensemble du monde arabe.
- Soutien aux institutions politiques en place en Libye et à la lutte anti-terroriste dans le pays.
- Réaffirmation de la nécessité de la lutte anti-terroriste.
- Nécessité de contrôler les médias afin de limiter la diffusion des idéologies extrémistes.
- Condamnation des tentatives d'associer terrorisme et islam et demandez à la communauté internationale, représentée par les Nations unies, de publier une définition unifiée du terrorisme.
- Réaffirmation de la souveraineté des Émirats arabes unis sur les îles Petite et Grande Tunb ainsi que Abou-Moussa.